# Josep Maria Alòs i Martínez
Josep Maria Alòs i Martínez (Barcelona, 1929-2022) conegut per la família i amics com a Pepito, és un activista social català, vinculat des de jove al moviment veïnal, associatiu i cultural del barri del Poblenou. Va ser l'impulsor del retorn de la tradició de celebrar les festes majors populars al barri i durant 15 anys va presidir la Coordinadora d'Entitats del Poblenou, encarregada d'organitzar la festa major.
El 1985 va ser un dels membres fundadors de l'ACR, Associació Cultural i Recreativa de Comissions de Festes de Carrers del Poblenou, que presideix des que es va fundar fins a l'any 2019. Des de la presidència de la Comissió ha impulsat i organitzat la Cavalcada de Reis al Poblenou, el Concurs de Colles Sardanistes valedor per al campionat de Colles Sardanistes del Poblenou, i també ha impulsat el que s'ha convertit ja en una llarga tradició de guarnir els carrers del barri per la festa major.
El 1991 li va ser concedit el premi Sant Martí, el 2001 la Medalla d'Honor de Barcelona i la medalla de plata de la Guàrdia Urbana.
Per tal de recordar aquesta persona després de la seva mort, des de la comissió de festes dels carrers de Poblenou s'ha canviat el nom del concurs de sardanes de les festes de maig que a partir del 2023 passa a dir-se "Memorial Josep Alòs". També s'ha batejat una carrossa en forma de barca que la comissió utilitzarà en la cavalcada de reis del barri i altres actes, amb el nom de Pepito.